# 鉄工技能士
鉄工技能士（てっこうぎのうし）は、国家資格である技能検定制度の一種で、都道府県職業能力開発協会（問題作成等は中央職業能力開発協会）が実施する、鉄工に関する学科及び実技試験に合格した者をいう。

## 概要
鉄工作業に必要な技能を認定する国家資格(名称独占資格)である。
技能検定試験においては「製缶作業」、「構造物鉄工作業」、「曲げ成形・矯正作業」、「構造物現図作業」に区分される。
等級には、1級及び2級があり、それぞれ上級技能者、中級技能者が通常有すべき技能の程度と位置づけられている。
なお職業能力開発促進法により、鉄工技能士資格を持っていないものが鉄工技能士と称することは禁じられている。
1級合格者は職業訓練指導員 (塑性加工科)、職業訓練指導員 (構造物鉄工科)、職業訓練指導員 (鉄道車両科)、職業訓練指導員 (造船科)の実技試験と学科試験の関連学科が免除され、2級合格者は実技試験が免除される。

## 実技作業試験内容

### 鉄工(製缶作業)
- 1級

1. 展開図作成作業：薄鋼板に簡単な立体の展開図を描く。試験時間＝1時間
2. 製品製作作業：ハンマ、ゲージ、曲げ台等を使用して、平鋼〔SS330又はSS400相当、6mm×32mm×800mm〕をリング状(円形)に加工したものと、鋼板〔SS400相当、6mm×320mm×320mm〕をガス切断したものとを組立図により組み立て、仮付け溶接を行う。試験時間＝1時間45分

- 2級

1. 展開図作成作業：薄鋼板に簡単な立体の展開図を描く。試験時間＝1時間
2. 製品製作作業：ハンマ、ゲージ、曲げ台等を使用して、平鋼〔SS330又はSS400相当、6mm×38mm×815mm〕をリング状(円形)に加工する。
3. 溶接作業：簡単なすみ肉溶接を行う。試験時間＝1時間25分　[2及び3の合計時間]

### 鉄工(構造物鉄工作業)
- 1級：図面に従って、ボール盤、ガス切断装置、アーク溶接装置又は半自動アーク溶接装置、万力等を使用し、切断、穴あけ、焼曲げ、切曲げ、組立て、溶接等の作業を行い、等辺山形鋼〔SS400(旧記号SS41)相当品〕及び鋼板〔SS400(旧記号SS41)相当品〕を加工し、複雑な構造物を製作する。試験時間＝4時間30分
- 2級：図面に従って、ボール盤、ガス切断装置、アーク溶接装置又は半自動アーク溶接装置、万力等を使用し、切断、穴あけ、切曲げ、組立て、溶接等の作業を行い、等辺山形鋼〔SS400(旧記号SS41)相当品〕及び鋼板〔SS400(旧記号SS41)相当品〕を加工し、簡単な構造物を製作する。試験時間＝4時間

### 鉄工(曲げ成形・矯正作業)
- 1級
- 2級

### 鉄工(構造物現図作業)
- 1級：複雑な鉄骨構造物の組立図(縮尺)に基づいて、現尺の現図を薄鋼板上に描き、指定された部品の型板、定規(しない)及び部品表を作成する。ただし、型板は切り抜きを行う。試験時間＝4時間
- 2級：鉄骨構造物の組立図(縮尺)に基づいて、現尺の現図を薄鋼板上に描き、指定された部品の型板、定規(しない)及び部品表を作成する。ただし、型板は切り抜きを行う。試験時間＝4時間